# Ajazdin Nuhi
Ajazdin Nuhi (in serbo Ajaздин Нухи?; Prizren, 10 ottobre 1979) è un ex calciatore serbo, di ruolo centrocampista.

## Caratteristiche tecniche
È un esterno destro.